# Franck Pourteau
Pas d'image ? Cliquez ici

a Compétitions nationales et continentales officielles uniquement.

Dernière mise à jour le 4 janvier 2024.
Franck Pourteau, né le 1er avril 1996 à Dax (Landes), est un joueur français de rugby à XV. Il évolue au poste de demi d'ouverture au SU Agen.

## Biographie

### Jeunesse et formation
Franck Pourteau naît le 1er avril 1996 à Dax, et grandit à Arudy, en vallée d'Ossau. Pourteau débute sa formation à l'âge de 5 ans au sein de l'Étoile sportive arudyenne, un club centenaire ayant également vu passer des joueurs comme Yohan Beheregaray, Julien Dumora et Adrien Latorre. En 2008, Pourteau rejoint le centre de formation de la Section paloise évoluant alors en Pro D2, à partir de la catégorie benjamins, puis rejoint le Stade toulousain et d'évolue avec les espoirs. En 2016, il rejoint le centre de formation du Racing 92 en 2016, évoluant avec les espoirs et apprenant aux côtés de Dan Carter. Formé initialement comme arrière, il est repositionné comme demi d'ouverture sur les conseils de Sébastien Piqueronies.

### Carrière professionnelle
Franck Pourteau fait ses débuts en Top 14 avec le Racing 92 en 2017,,, après être entré en jeu . Après une saison marquée par la concurrence de Dan Carter, Rémi Talès, Johan Goosen et Benjamin Dambielle, Franck Pourteau rejoint le FC Grenoble en tant que joker médical en 2018,. Il contribue à la montée du club en Top 14, et s'impose à 21 ans dans les plans de l'entraîneur Stéphane Glas, relèguant Burton Francis sur le banc. Toutefois, son temps de jeu reste limité les saisons suivantes.
En 2020, il rejoint l'US Montauban, où il retrouve davantage de continuité. Deux ans plus tard, il signe avec le Rouen Normandie Rugby, club dans lequel il s'impose rapidement, marquant 200 points en deux saisons.
En 2024, il rejoint le SU Agen pour un contrat jusqu'en 2027, confirmant son statut de cadre expérimenté en Pro D2.

## Vie privée
Il se marie le 22 juin 2019.

## Palmarès
- Vainqueur du barrage d'accession au Top 14 avec le FC Grenoble (2018).